# Alan Shearer
Alan Shearer (sinh 13 tháng 8 năm 1970 ở Gosforth, Northumberland) là một cựu cầu thủ bóng đá, bình luận viên và huấn luyện viên người Anh, Alan Shearer từng khoác áo đội tuyển Anh và 3 câu lạc bộ  Premiership của Anh: Southampton, Blackburn Rovers và Newcastle United.
Alan Shearer cao 1m83 – vị trí sở trường là tiền đạo. Hiện tại ông đã giã từ sự nghiệp sân cỏ của mình và đang làm bình luận viên bóng đá cho đài BBC.
Ông đã từng rất thành công ở cấp CLB và đội tuyển quốc gia, Alan đã trở thành một trong những tiền đạo ghi nhiều bàn thắng nhất mọi thời đại. Ông đã ghi tổng cộng 422 bàn thắng ở CLB và đội tuyển quốc gia, trung bình khoảng 25 bàn trong 1 mùa giải suốt 17 mùa giải anh trải qua. Ông đã lập kỉ lục ghi bàn tại Premier League với 260 bàn. Ông đã giã từ sự nghiệp thi đấu quốc tế từ Euro 2000 và vẫn tiếp tục chơi bóng tại Newcastle United cho đến khi vào năm 2006 ông phải giã từ sự nghiệp sân cỏ do chấn thương. Năm 2004, ông được Pelé chọn vào trong danh sách FIFA 100 những cầu thủ còn sống vĩ đại nhất thế giới.

## Sự nghiệp cầu thủ

### Southampton (1988-1992)
Ở tuổi 15, Alan Shearer là nam sinh của trường Wallsend Boys Club, ông đã bị CLB Newcastle loại ra khỏi đội trẻ với vị trị thủ môn! (Alan cũng thừa nhận rằng ông chỉ giữ gôn trong một thời gian ngắn mà thôi). Sau đó, ông đã chuyển sang học đá bóng ở CLB Southampton. Ông xuất hiện trên sân lần đầu tiên khi ông là cầu thủ dự bị được vào sân trong trận đấu với Chelsea vào 26 tháng 3 năm 1988. Và một tháng sau, ông phải làm các tờ báo phải giật tít tên ôn g lên trang bìa khi ông lần đầu ra sân ở đội hình chính của CLB và đã ghi 1 hat – trick vào lưới Arsenal vào ngày 9 tháng 4 năm 1988. Khi đó, Alan chỉ mới 17 tuổi và 240 ngày. Ông đã phá kỉ lục thế giới về cầu thủ trẻ tuổi nhất lập hat – trick tại giải bóng đá chuyên nghiệp, kỉ lục này đã được giữ cho đến khi Alan phá vỡ nó là 30 năm bởi Jimmy Greaves. Alan Shearer đã kết thúc mùa giải 1987–88 với 3 bàn thắng trong 5 trận đấu và được thưởng bằng bản hợp đồng chuyên nghiệp đầu tiên.
Mặc dù có đầy hứa hẹn về một tương lai tươi sáng, nhưng Shearer chỉ được xem là kẻ thế vai ở đội hình một, chưa ghi tới 10 bàn cho Southampton ở mùa giải 87-86. Nhưng khi tới mùa giải 89 – 90 ông mới thể hiện được mình bằng việc thi đấu cực hay tại Southampton trong 2 mùa giải liền (1889 – 1990, 1990 – 1991). Sự thể hiện của ông hết sức thành công của ông đã được nhiều fan của CLB công nhận và ông được bầu chọn là cầu thủ hay nhất của Southampton năm 1991 mặc dù chỉ ghi được 4 bàn trong 36 trận. Chính vì thế ông vẫn chưa là tay săn bàn của Southampton cho đến mùa giải 1991 – 1992 anh đã ghi được 13 bàn trong 41 trận. Nhờ vậy, ông được gọi vào đội tuyển Anh và được nhiều sự chú ý của các CLB ở Premier League khác, có thể kể đến là Manchester United.

### Blackburn Rovers (1992-1996)
Huấn luyện viên đội tuyển Anh thời đó đã chọn Alan vào đội hình để thi đấu tại vòng chung kết Euro 1992 nhưng Alan chỉ thi đấu được một trận (trận gặp Pháp) và chẳng ghi được bàn nào. Và đội tuyển Anh phải dừng lại ở vòng đấu bảng khi để thua Thụy Điển 1-2.
Tuy nhiên, tài năng của Alan Shearer đã được khẳng định tại Ewood Park khi huấn luyện viên Kenny Dalglish đã mua ông từ Southampton với giá 3,3 triệu bảng. Trong khi đó thì ngài Alex Ferguson cũng đang muốn có Alan Shearer nhưng mọi cố gắng của ông đều thất bại.
Alan đã trở thành cầu thủ chính của đội tuyển Anh trong suốt mùa giải ấy, ông đã ghi bàn vào lưới Tiệp Khắc trong trận Anh thắng Tiệp Khắc 4-0 tại vòng loại World Cup 1994. Mùa giải đầu tiên của ông tại Blackburn Rovers bị đảo lộn tất cả, ông gần như không thi đấu ở nửa mùa giải đầu (và cả các trận khác tại vòng chung kết World Cup 1994) vì chấn thương dây chằng trong trận đấu với Leeds United vào 26 tháng 12 năm 1992. Nhưng ông đã ghi 16 bàn thắng trong 21 trận còn lại. Mùa giải kết thúc với đầy khó khăn, ông bị bắt buộc phải vắng mặt trong những trận đấu chính tại vòng loại World Cup 1994 và điều đó đã khiến đội tuyển Anh có nhưng kết quả đáng thất vọng.
Tại Blackburn, ông đã ghi 31 bàn trong 40 trận ở mùa giải 1993-1994, CLB đã kết thúc mùa giải ở vị trí thứ hai, sau Manchester United. Ông cũng được danh dự được bình chọn là cầu thủ của năm. Nước Anh đã không thể tiến tới vòng chung kết World Cup 1994 nhưng Alan cũng ghi 3 bàn cho đội tuyển Anh.
Với sự xuất hiện của Chris Sutton ở mùa giải 94 – 95 đã tạo nên một cặp tiền đạo tấn công cực mạnh cùng với Alan Shearer ở Blackburn với biệt danh "the SAS" - Shearer And Sutton. Alan đã ghi 34 bàn trong 42 trận đấu và giúp Blackburn giành được danh hiệu vô địch Ngoại hạng Anh vào đúng ngày cuối cùng của mùa giải. Đây là danh hiệu lớn nhất trong sự nghiệp thi đấu CLB của ông. Ông cũng được góp mặt vào cúp C1 cùng Blackburn nhưng ClB lại bị loại bởi Trelleborgs FF của Thụy Điển.
Mùa giải 95 – 96 là mùa giải thất vọng của Blackburn khi chỉ đứng thứ 7 ở bảng xếp hạng Premier League. Alan ghi được 31 bàn trong 35 trận đấu. Ông phải vắng mặt trong 3 trận đáu còn lại ở Ngoại hạng Anh vì chấn thương nhưng ông vẫn cùng đội tuyển Anh tham dự Euro 1996.

### Newcastle United (1996-2006)
Sau Euro 1996, Alan định đầu quân cho Manchester United nhưng sau đó ông chuyển sang thi đấu cho Newcastle United với giá chuyển nhượng là 15 triệu bảng Anh, người đưa ông về Newcastle United không ai khác đó là Kevin Keegan. Alan đã trở thành cầu thủ đắt giá nhất vào thời điểm đó.
Mùa giải đầu tiên của ông tại Newcastle, ông ghi 25 bàn trong 31 trận tại Ngoại hạng Anh, ông cũng có được danh hiệu Cầu thủ xuất sắc nhất năm của PFA. Ông giúp Newcastle có vị trí thứ 2 ở bảng xếp hạng mặc dù ông vắng mặt ở nhiều trận đấu vì chấn thương. Sau mùa giải ấy thì Keegan đã ra đi và thay vào đó là Kenny Dalglish.
Tháng 7 năm 1997, Shearer phải trải qua một cuộc giải phẫu mắt cá chân khi ông bị chấn thương ở trận gặp Everton, chấn thương này đã phần lớn hạn chế ông ra sân ở mùa giải 1997 - 1998. Ông chỉ ghi được 2 bàn thắng trong 17 trận và Newcastle phải ở vị trí thứ 13 tại bảng xếp hạng. Nhưng dù sao thì Newcastle cũng tiến tới trận chung kết FA Cup cùng Arsenal nhưng để thua 0-2. Shearer đã suýt ghi bàn trong trận đó,
Ở nửa cuối mùa giải, cả dư luận đã tranh cãi quanh việc Shearer đá vào đầu Neil Lennon ở trận gặp Leicester City. Ông may mắn không bị hình phạt của The Football Association sau khi đe dọa sẽ từ bỏ sự nghiệp thi đấu quốc tế nếu ông vẫn bị ức chế về tai nạn này.
Mùa giải 1998 – 1999, ông đã ghi 14 trong 30 trân đấu. Ông giúp Newcastle lần thứ 2 liên tiếp vào chung kết cúp FA gặp Manchester United nhưng để thua 0-2 tại Sân vận động Wembley. Mùa giải kết thúc, Newcastle đứng ở vị trí thứ 13. Kenny Dalglish đã bị sa thải sau mùa giải thất vọng đó và thay vào vị trí huấn luyện viên là Ruud Gullit.
Shearer lại bị chấn thương và mất cả mùa giải 2000 – 2001, ông từ giã sự nghiệp thi đấu quốc tế sau Euro 2000. Ông chỉ ghi được 5 bàn trong 19 trận đấu. Mùa giải sau có vẻ khá hơn khi ông ghi được 23 bàn trong 37 trận đấu và kết thúc mùa giải ở vị trí thứ 4 (cao nhất từ 1997 tới nay). Ông được gọi vào đội tuyển Anh và các fan đều mong đợi ông sẽ vào đội tuyển nhưng ông đã từ chối lời gọi ấy.
Mùa giải 2002 – 2003, Newcastle trở lại UEFA Champions League. CLB đã để thua cả 3 trận đầu tiên tại vòng bảng nhưng đã thắng cả 3 trận còn lại để vào vòng 2 (đội bóng duy nhất làm được điều đó từ trước cho đến nay). Tổng cộng suốt mùa giải ông ghi 17 bàn trong 35 trận đấu.
Sau đó, Newcastle sẽ có thêm một cơ hội đi tiếp ở Champions League năm 2003 nhưng lại đánh mất cơ hội đó khi thua Partizan Belgrade ở loạt sút luân lưu và Shearer đã đá hỏng quả penalty của ông. Mùa giải 2004 – 2005, ông chỉ ghi được 7 bàn trong 28 trận.
Shearer cho biết rằng ông sẽ giã từ sự nghiệp sân cỏ khi mùa giải 2004–05 kết thúc nhưng dưới sự tác động của huấn luyện viên Graeme Souness nên đã quyết định tiếp tục vừa chơi bóng vừa huấn luyện cầu thủ cho đến khi mùa giải sau kết thúc. Trong khoảng thời gian đó, ông đã phá kỉ lục của Jackie Milburn ghi 200 bàn thắng cho Newcastle. Ông đã ghi bàn thắng thứ 201 vào lưới Portsmouth vào ngày 4 tháng 2 năm 2006. Một vài nguồn tin đã phủ nhận điều đó khi họ cho rằng Milburn đã ghi tổng 238 bàn trong những trận ở thế chiến thứ 2 nhưng dù sao đi nữa thì Shearer cũng thi đấu ít hơn 5 trận.
Ngày 17 tháng 4 năm 2006, khi chỉ còn 3 trận đấu cuối cùng của sự nghiệp đá bóng, ông đã phải bật khóc khi ông không thể thi đấu được nữa vì bị chấn thương đầu gối trong trận thắng Sunderland 4 -1, trong đó ông ghi bàn thắng thứ 206 và cũng là bàn thắng cuối cùng trong lần ra sân thứ 395 cho câu lạc bộ. Ngày 22 tháng 4 năm 2006, ông chính thức giã từ nghiệp sân cỏ. Mùa giải cuối cùng ông ghi 10 bàn trong 32 trận đấu.
Ngày 11 tháng 5 năm 2006, Newcastle đã gặp Celtic, một trận đầu dành để tôn vinh huyền thoại của Newcaslte tại sân St James' Park. Ngoài ra, còn các vị khách danh dự khác là Steve Watson, Gary Speed, Rob Lee và Les Ferdinand. Ông không thể thi đấu cả trận nhưng ông đã vào sân từ băng ghế dự bị và đá thành công trong loạt sút 11m giúp Newcastle giành chiến thắng. Mọi tiền lấy được từ trận đấu đều được quyên vào hội từ thiện North East, NSPCC (Shearer đứng đầu) và quỹ Bobby Moore.
Shearer cũng được chọn vào OBE vào tháng 6 năm 2001 và the Freedom of the City of Newcastle upon Tyne vào tháng 3.

## Thống kê các bàn thắng trong các trận bóng quốc tế
| #  | Thời gian        | Địa điểm             | Đối thủ    | Bàn thắng | Kết quả | Giải đấu                 |
| -- | ---------------- | -------------------- | ---------- | --------- | ------- | ------------------------ |
| 1  | 19 tháng 2,1992  | London               | Pháp       | 1-0       | 2-0     | Giao hữu                 |
| 2  | 18 tháng 11,1992 | London               | Thổ Nhĩ Kỳ | 2-0       | 4-0     | Vòng loại World Cup 1994 |
| 3  | 17 tháng 5,1994  | London               | Hy Lạp     | 5-0       | 5-0     | Giao hữu                 |
| 4  | 7 tháng 9,1994   | London               | Hoa Kỳ     | 1-0       | 2-0     | Giao hữu                 |
| 5  | 7 tháng 9,1994   | London               | Hoa Kỳ     | 2-0       | 2-0     | Giao hữu                 |
| 6  | 8 tháng 6,1996   | London               | Thụy Sĩ    | 1-0       | 1-1     | Euro 1996                |
| 7  | 15 tháng 6,1996  | London               | Scotland   | 1-0       | 2-0     | Euro 1996                |
| 8  | 18 tháng 6,1996  | London               | Hà Lan     | 1-0       | 4-1     | Euro 1996                |
| 9  | 18 tháng 6,1996  | London               | Hà Lan     | 3-0       | 4-1     | Euro 1996                |
| 10 | 29 tháng 6,1996  | London               | Đức        | 1-0       | 1-1     | Euro 1996                |
| 11 | 1 tháng 9,1996   | Moldova              | Moldova    | 3-0       | 3-0     | Vòng loại World Cup 1998 |
| 12 | 9 tháng 10,1996  | London               | Ba Lan     | 1-1       | 2-1     | Vòng loại World Cup 1998 |
| 13 | 9 tháng 10,1996  | London               | Ba Lan     | 2-1       | 2-1     | Vòng loại World Cup 1998 |
| 14 | 30 tháng 4,1997  | London               | Gruzia     | 2-0       | 2-0     | Vòng loại World Cup 1998 |
| 15 | 31 tháng 5,1997  | Chorzów, Ba Lan      | Ba Lan     | 1-0       | 2-0     | Vòng loại World Cup 1998 |
| 16 | 5 tháng 9,1997   | Montpellier, Pháp    | Pháp       | 1-0       | 1-0     | Tournoi de France        |
| 17 | 22 tháng 4,1998  | London               | Bồ Đào Nha | 1-0       | 3-0     | Giao hữu                 |
| 18 | 22 tháng 4,1998  | London               | Bồ Đào Nha | 3-0       | 3-0     | Giao hữu                 |
| 19 | 15 tháng 6,1998  | Marseille, Pháp      | Tunisia    | 1-0       | 2-0     | World Cup 1998           |
| 20 | 30 tháng 6,1998  | Saint-Étienne, Pháp  | Argentina  | 1-1       | 2-2     | World Cup 1998           |
| 21 | 5 tháng 9,1998   | Stockholm, Thụy Điển | Thụy Điển  | 1-0       | 1-2     | Vòng loại Euro 2000      |
| 22 | 14 tháng 10,1998 | T.p Luxembourg       | Luxembourg | 2-0       | 3-0     | Vòng loại Euro 2000      |
| 23 | 28 tháng 4,1999  | Budapest, Hungary    | Hungary    | 1-0       | 1-1     | Giao hữu                 |
| 24 | 9 tháng 6,1999   | Sofia, Bulgaria      | Bulgaria   | 1-1       | 1-1     | Vòng loại Euro 2000      |
| 25 | 4 tháng 9,1999   | London               | Luxembourg | 1-0       | 6-0     | Vòng loại Euro 2000      |
| 26 | 4 tháng 9,1999   | London               | Luxembourg | 2-0       | 6-0     | Vòng loại Euro 2000      |
| 27 | 4 tháng 9,1999   | London               | Luxembourg | 4-0       | 6-0     | Vòng loại Euro 2000      |
| 28 | 10 tháng 10,1999 | Sunderland, Anh      | Bỉ         | 1-0       | 2-1     | Giao hữu                 |
| 29 | 17 tháng 6,2000  | Charleroi, Bỉ        | Đức        | 1-0       | 1-0     | Euro 2000                |
| 30 | 20 tháng 6,2000  | Charleroi, Bỉ        | România    | 1-1       | 2-3     | Euro 2000                |

### Huấn luyện viên
| Câu lạc bộ       | Quốc gia | Từ ngày         | Đến ngày         | Thống kê | Thống kê | Thống kê | Thống kê | Thống kê |
| Câu lạc bộ       | Quốc gia | Từ ngày         | Đến ngày         | Tr       | Th       | H        | T        | % Th     |
| ---------------- | -------- | --------------- | ---------------- | -------- | -------- | -------- | -------- | -------- |
| Newcastle United | Anh      | 1 tháng 4, 2009 | 24 tháng 5, 2009 | 8        | 1        | 2        | 5        | 012,50   |

## Kỉ lục qua các mùa giải
| Mùa giải | Câu lạc bộ        | Số trận tại League | Số trận tại tất cả các giải | Bàn thắng League | Tổng bàn thắng |
| 1987-88  | 0Southampton      | 5                  | 5                           | 3                | 3              |
| 1988-89  | 0Southampton      | 10                 | 10                          | 0                | 0              |
| 1989-90  | 0Southampton      | 26                 | 35                          | 3                | 5              |
| 1990-91  | 0Southampton      | 36                 | 48                          | 4                | 14             |
| 1991-92  | 0Southampton      | 41                 | 60                          | 13               | 21             |
|          | 0Tổng             | 118                | 158                         | 23               | 43             |
| 1992-93  | 0Blackburn Rovers | 21                 | 26                          | 16               | 22             |
| 1993-94  | 0Blackburn Rovers | 40                 | 48                          | 31               | 34             |
| 1994-95  | 0Blackburn Rovers | 42                 | 49                          | 34               | 37             |
| 1995-96  | 0Blackburn Rovers | 35                 | 48                          | 31               | 37             |
|          | 0Tổng             | 138                | 171                         | 112              | 130            |
| 1996-97  | 0Newcastle United | 31                 | 40                          | 25               | 28             |
| 1997-98  | 0Newcastle United | 17                 | 23                          | 2                | 7              |
| 1998-99  | 0Newcastle United | 30                 | 40                          | 14               | 21             |
| 1999-00  | 0Newcastle United | 37                 | 50                          | 23               | 30             |
| 2000-01  | 0Newcastle United | 19                 | 23                          | 5                | 7              |
| 2001-02  | 0Newcastle United | 37                 | 46                          | 23               | 27             |
| 2002-03  | 0Newcastle United | 35                 | 48                          | 17               | 25             |
| 2003-04  | 0Newcastle United | 37                 | 51                          | 22               | 28             |
| 2004-05  | 0Newcastle United | 28                 | 42                          | 7                | 19             |
| 2005-06  | 0Newcastle United | 32                 | 41                          | 10               | 14             |
|          | 0Tổng             | 303                | 404                         | 148              | 206            |
|          | 0Tổng cộng        | 559                | 733                         | 283              | 379            |

## Danh hiệu

### Câu lạc bộ
Southampton
- Full Members' Cup á quân: 1991–92[6]

Blackburn Rovers
- Premier League: 1994–95[7]

Newcastle United
- FA Cup á quân: 1997–98,[8] 1998–99[9]

### Quốc tế
Đội tuyển Anh
- UEFA European Championship huy chương đồng: 1996[10]

U21 Anh
- Toulon Tournament: 1991[11]